# خرسانة ذاتية الدمك
الخرسانة ذاتية الدمك أو الخرسانة ذاتية الرص (Self-Compact Concrete) هي الخرسانة التي ترص نفسها بنفسها دون استعمال الهزازات، وذلك لتمكنها على التدفق الحر في القوالب وازالة الهواء المحبوس.

## تعريف
الخرسانة ذاتية الدمك هي الخرسانة التي تحتاج رصّاً قليلاً، لم تستخدم إلا في عام 1980 وفي اليابان بالتحديد. أما في أوروبا فعلى الأرجح إنها استخدمت لأول مرة في شبكات الطرق في السويد منتصف عام 1990. الهيئة الأوروبية (European Commission EC) مولت عدة مشاريع أهلية وحكومية للخرسانة ذاتية الدمك ما بين عامي 1997-2000 بعد ذلك انتشر استخدام هذا النوع من الخرسانة في عموم أوروبا.
في عام 2002، نشرت المنظمة الأوروبية المعروفة باسم ايفنارك (EFNARC European Federation for Specialist Construction Chemicals and Concrete Systems) مواصفات ودليل استخدام الخرسانة ذاتية الدمك، ومنذ ذلك الحين نشرت عدة تقارير عن الخرسانة ذاتية الدمك. في سنة 1994 أنشأت خمس مؤسسات أوروبية هي BIBM, CEMBUREAU, ERMCO, EFCA and EFNARC متخصصة بتطوير المواد والمواصفات للكونكريت، أنشأت مجموعة المشروع الأوروبي European Project Group لتقديم وثيقة جديدة تعني بمواصفات وطرق استخدام الخرسانة ذاتية الدمك واصدرت مايعرف حاليا ب The European Guidelines for Self Compacting Concrete والتي تعني بتطبيقات وفحوصات ومواصفات هذا النوع من الخرسانة.
اقترحت الخرسانة ذاتية الدمك للحصول على خرسانة مستقرة. حيث أن من مساوئ الخرسانة الرئيسيه الانعزال Segregation، الذي يحدث للأسباب التالية:
1. دحرجة الكونكريت والتي تحدث اثناء نقل ومناولة الخرسانة
2. سقوط الخرسانة من مسافات عالية
3. زيادة الرص:- عند وجود حديد تسليح بكثافة عالية وعند كون كمية ماء الخلط قليلة نحتاج إلى زيادة الرص لضمان تغلغل الخرسانة في قضبان حديد التسليح إلا أن ذلك يؤدي إلى ترسيب الحصى والرمل في الأسفل وصعود مونة الإسمنت إلى الأعلى.

توفر الخرسانة ذاتية الدمك وقتا أطول للمناولة إضافة إلى تقليل فرصة حدوث الانعزال، وحيث أنها تكون سائلة جداً لذلك ليس هناك من حاجة إلى الرص، ويمكن تلخيص خصائص الخرسانة ذاتية الدمك بالاتي:-
1. تمتلك سيولة عالية بحيث يمكن صبها بدون رص، ولاتعطي فرصة لاضافة الماء نظرا لسيولتها العالية
2. تبقى متجانسة قبل وبعد التصلب ولايحدث بها انفصال حبيبي ويمكنها التغلغل خلال حديد التسليح
3. تحتاج إلى عمالة اقل
4. ديموميتها اعلى من الخرسانة الاعتيادية.

أما عن مساوئها فهي :-
1. تحتاج إلى سيطرة نوعية عالية ولايمكن إنتاجها إلى في معامل الخرسانة الجاهز أو الخلاطات المركزية
2. بالرغم من انها تقاوم الانعزال الا ان هناك فرصة ولو قليلة لحدوث الانعزال ويكون الانعزال فيها اخطر من الانعزال في الخرسانة الاعتيادي

تلعب كمية الركام الخشن وكذلك الحجم الأقصى للركام الخشن دورا مهما في استقرارية الخرسانة ذاتية الدمك، فعندما يكون الحجم الأقصى للركام الخشن قريبا من اصغر مسافة بين قضبان حديد التسليح فهناك احتمالية كبيرة للانعزال، وقد اقترح أحد الباحثين ان كمية الركام الخسن عندما تكون 50% من حجم الخلطة فهي تمثل أفضل نسبة للخرسانة ذاتية الدمك.
كما ان استخدام ركام خفيف الوزن يقلل بشكل كبير من خطر الانعزال.
ان العنصرين الاساسيين من المضافات اللذين يستخدمان في إنتاج الخرسانة ذاتية الدمك هما الملدنات الفائقة (اضافات تقليل الماء) واضافات تحسين اللزوجة، ويمكن الاستغناء عن مضافات تحسين للزوجة عن طريق استخدام مواد فعالة ناعمة جدا (مثل السليكا فيوم) أو مواد غير فعالة ناعمة جدا مثل بودرة حجر الكلس أو الرماد المتطاير وغيرها.

## الخواص المطلوبة في الخرسانة ذاتية الدمك
1. انسياب وسيولة عالية High deformability ويمكن تحقيق ذلك عن طريق زيادة السيولة باستخدام الملدنات الفائقة و/أو زيادة ماء الخلط وتقليل الاحتكاك الداخلي بين الحبيبات عن طريق تقليل كمية ومقاس الركام الخشن و/أو استخدام مواد ناعمة مثل مسحوق حجارة الجير أو الفلاي اش أو السليكا فيوم.
2. مقاومة عالية للانفصال الحبيبي good stability :ويتم ذلك بتقليل الانفصال بين المواد الصلبة في الخلطة عن طريق تقليل المقاس الأقصى للركام الخشن و/أو تقليل كمية الركام الخشن و/أو استخدام مضافات تحسين اللزوجة و/أو تقليل نسبة ماء الخلط. كذلك يمكن يمكن زيادة المقاومة للانفصال الحبيبي عن طريق تقليل النضح Bleeding ويتم ذلك عن طريق تقليل ماء الخلط و/أو استخدام مضافات تحسين اللزوجة و/أو استخدام مواد ناعمة ذات مساحة سطحية عالية.
3. القدرة على التغلغل في الاماكن الضيقة وذات التسليح الكثيف بفعل وزنها فقط ويتحقق ذلك عن طريق استخدام مضافات تحسين اللزوجة و/أو تقليل ماء الخلط لمنع حدوث الانفصال الحبيبي وكذلك تقليل المقاس الأقصى للركام و/أو تقليل كمية الركام الخشن في الخلطة.